# Coffeeshop Company
The Coffeeshop Company ist ein österreichisches Familienunternehmen und Teil der TQSR Group GmbH. Es ist spezialisiert auf die Herstellung von Espressokaffee aus Hochland-Arabica-Kaffeebohnen. Das Coffeeshop Company Franchise-System ist weltweit in mehr als 17 Ländern mit rund 160 Filialen vertreten. Hauptgeschäftssitz ist Wien. Mehr als 1000 Mitarbeiter sind im Gesamt-Franchisekonzept weltweit tätig.

## Geschichte
Die Coffeeshop Company wurde 1999 als Teil der Schärf Unternehmensgruppe gegründet. Im selben Jahr eröffnete der erste Coffeeshop Company Shop in Wien, der von der Coffeeshop Company betrieben wurde. Der Schriftzug „Home in Vienna“ („Zuhause in Wien“) im Logo geht auf die Eröffnung dieses ersten Coffeeshops in Wien zurück. Sämtliche Komponenten, Produkte und Ideen wurden von der Schärf Unternehmensgruppe übernommen.
Im Jahr 2000 wurden weitere Shops eröffnet, vor allem in Wien. 2001 wurde die Coffeeshop Company aus dem Verantwortungsbereich der Alexander Schärf & Söhne GmbH ausgegliedert und wurde ein eigenständiges Unternehmen innerhalb der Schärf Unternehmensgruppe. Die Zahl der Shops stieg weiter an. Der erste mobile Coffeeshop für die Betreuung von Veranstaltungen nahm seinen Betrieb auf.
Mit Beginn 2004 wurde die Expansion in die neuen Mitgliedsstaaten der Europäischen Union und in den arabischen Raum betrieben, später auch in die GUS, darunter besonders Russland, Georgien und Armenien. Auch die Türkei gehört zu den großen Expansionsmärkten des Unternehmens. 2019 verzeichnet das Unternehmen rund 250 Shops in 20 verschiedenen Ländern.
Zum Jahresende 2017 übertrug der Unternehmensleiter Reinhold Schärf seinem Sohn Marco Schärf die alleinige Geschäftsführung der Schärf Coffeeshop GmbH mit der Coffeeshop Company als eigenständige Marke. Im Februar 2021 übernahm der österreichische Gastro-Experte TQSR Group (nunmehr "The Eatery Group") die Coffeeshop Company.

## Unternehmen
Die Coffeeshop Company bietet Franchising an. Gleichzeitig betreibt sie auch einige Standorte selbst. Sie ist Teil des österreichischen Familienunternehmens TQSR Group GmbH und wurde seit 2017 bis zur Übernahme im Februar 2021 von Marco Schärf geführt. Aktuell (Stand 2021) sind 25 Mitarbeiter direkt bei der Coffeeshop Company in der Firmenzentrale beschäftigt.
Den Kaffee bezieht das Unternehmen von der Alexander Schärf & Söhne GmbH, wobei nur Hochland-Arabica-Kaffeesorten aus direktem Handel verwendet werden. Die Röstung des Kaffees wird in der Schärf-World „The Art of Coffee“ von der Schärf Unternehmensgruppe vorgenommen. Außerdem werden auch eigene Kaffeemischungen, eine eigene Teemarke sowie Snacks angeboten.
Seit Oktober 2018 besteht eine Kooperation zwischen der Coffeeshop Company und dem Kunsthistorischen Museum Wien. Gemäß dem Motto der Coffeeshop Company, "Home in Vienna", stattet das Unternehmen seine internationalen Coffeeshops mit hochwertigen Reproduktionen von Meisterwerken des KHM sowie mit Bildern von der Architektur des Museumsgebäudes aus.